# Forschungsinstitut für Bahnverfolgungs- und Kommunikationstechnik

Emblem der Strategischen Kampfunterstützungstruppe

Das Forschungsinstitut für Bahnverfolgungs- und Kommunikationstechnik in Peking (chinesisch 北京跟踪与通信技术研究所, Pinyin Běijīng Gēnzōng yǔ Tōngxìn Jìshù Yánjiūsuǒ, seit 2020 chinesisch 北京测控通信技术研究所, Pinyin Běijīng Cèkòng Tōngxìn Jìshù Yánjiūsuǒ, englisch Beijing Institute of Tracking and Telecommunications Technology, kurz BITTT) ist eine Einrichtung der Hauptabteilung Satellitenstarts, Bahnverfolgung und Steuerung der Strategischen Kampfunterstützungstruppe der Volksbefreiungsarmee. Die Hauptverwaltung befindet sich in der Raumfahrtstadt im Norden des Stadtbezirks Haidian. Leiter des Instituts, der qua Amt auch Technischer Direktor des Steuerungs- und Kommunikationssystems des bemannten Raumfahrtprogramms der Volksrepublik China ist, ist seit September 2015 Dong Guangliang (董光亮, * 1966).
Das BITTT ist ein Beobachtendes Mitglied des Consultative Committee for Space Data Systems.

## Geschichte
Gegründet wurde das Forschungsinstitut für Bahnverfolgungs- und Kommunikationstechnik im Mai 1965 im Zusammenhang mit dem „Projekt 651“, also dem im Januar 1965 begonnenen Programm zum Bau und Start eines chinesischen Satelliten. Im Rahmen dieses Projekts war das Institut zunächst für die Planung der Radaranlagen am Kosmodrom Jiuquan, der ab 1967 errichteten Bodenstationen des Chinesischen Raumfahrtkontrollnetzwerks und dessen damals in Weinan beheimateter Zentrale zuständig. Nachdem Chinas erster Satellit, Dong Fang Hong I, am 24. April 1970 erfolgreich ins Weltall abgehoben hatte, nahm das Institut eine führende Rolle beim weiteren Ausbau des Raumfahrtkontrollnetzwerks ein, nicht nur als technisches Planungsbüro, sondern auch als Vermittler zwischen den einzelnen Dienststellen. Als Generalunternehmer war BITTT außerdem für den Entwurf und Bau der Bodenstation Peking der Internationalen Seefunksatelliten-Organisation verantwortlich, für die Computersysteme in der Bodenstation Peking der Sinosat-Kommunikationssatelliten sowie für die Computersysteme in den Satellitenkontrollzentren Nigerias und Venezuelas.

## Lehre
Seit 1985 nimmt das Forschungsinstitut für Bahnverfolgungs- und Kommunikationstechnik Ingenieurstudenten auf, seit 2008 hat es die Berechtigung zur Verleihung des Titels eines „Postgraduierten Spezialisten“ (专业硕士), ein akademischer Grad, der in China zwischen dem Diplomingenieur (硕士) und dem Doktortitel (博士) angesiedelt ist. Derzeit werden von der Volksbefreiungsarmee dort vier Spezialisten-Studiengänge angeboten:
- Kommunikations- und Nachrichtentechnik (通信与信息系统)
- Navigation, Lenkung und Steuerung (导航、制导与控制)
- Signal- und Datenverarbeitung (信号与信息处理)
- Angewandte Informatik (计算机应用技术)

Da es sich um eine Militärakademie handelt, sind gewisse körperliche Voraussetzungen mitzubringen, wie eine Mindestgröße von 1,62 m für Männer und 1,58 m für Frauen, keine Kurz- oder Weitsichtigkeit, Farbenblindheit oder Leberfehlfunktion.
Dafür bietet der Campus alle Annehmlichkeiten einer chinesischen Kaserne wie Sportmöglichkeiten, kostenlose ärztliche Versorgung, einen eigenen Kindergarten und Unterstützung beim Nachzug von Familienangehörigen.
Derzeit beschäftigt das Institut – zusätzlich zu den Verwaltungsangestellten – gut 500 Männer und Frauen im wissenschaftlich-technischen Bereich, davon über 180 Wissenschaftsräte im Rang von Professoren (研究员 bzw. 高级工程师). Neben zahllosen Wissenschaftspreisen wurden dem Institut auch viele Patente erteilt,
man betreibt Technologieaustausch und Kooperationsprojekte mit mehr als 20 Ländern wie den USA, Russland, Deutschland, Frankreich oder Indien.

## Wichtige Projekte
- Beidou-Satellitennavigationssystem
- Shenzhou-Programm
- Mondprogramm der Volksrepublik China
- Marsprogramm der Volksrepublik China